# La legge del pudore
La legge del pudore è la trascrizione di una conversazione radiofonica, avvenuta nel 1978 a Parigi, tra il filosofo Michel Foucault, lo scrittore/attore/avvocato Jean Danet e il romanziere e attivista gay rivoluzionario Guy Hocquenghem, concernente la riforma del Codice penale francese in materia di sessualità ed età del consenso. 
L'argomento fu sollevato da una riforma del Codice penale francese, allora in dibattito al Parlamento. Nel 1977, numerosi intellettuali francesi – compresi Foucault, Danet, Hocquenghem ma anche Roland Barthes, Simone De Beauvoir, Jean-Paul Sartre, Gilles Deleuze e Christiane Rochefort – avevano sottoscritto una petizione indirizzata al Parlamento, schierandosi a favore della depenalizzazione dei rapporti consenzienti tra adulti e minori di 15 anni (l'età del consenso in Francia per quanto riguardava le relazioni eterosessuali), equiparando così le relazioni eterosessuali e quelle omosessuali (per cui l'età del consenso si alzava ai 18).
Il dibattito fu trasmesso il 4 aprile 1978 dalla radio France Culture, all'interno del programma Dialogues. La trascrizione della conversazione fu originariamente pubblicata in lingua francese con il titolo La Loi de la pudeur. Il testo è stato pubblicato per la prima volta in lingua inglese con il titolo Sexual Morality and the Law, incluso nella raccolta Politics, Philosophy, Culture – Interviews and other writings, 1977-1984; in seguito, è stato riedito in lingua inglese con il titolo The Danger of Child Sexuality. La traduzione in lingua italiana risale invece al 2023: sotto il titolo La legge del pudore, l'edizione italiana include il testo integrale della petizione del 1977 e della Lettera aperta dello stesso anno alla Commissione di riforma del codice penale, nonché una raccolta di alcuni saggi storico-critici.

## Introduzione
Michel Foucault e Guy Hocquenghem prendono in esame, in primo luogo, la criminalizzazione delle "offese sessuali” nel XIX secolo e l'invenzione dell'allora emergente psichiatria della categoria dei “pervertiti”.
Foucault sottolinea che il Codice Penale francese del 1810 non regolava i comportamenti sessuali, come se la sessualità non riguardasse la legge. Egli spiega che la legislazione, nel corso del XIX secolo e specialmente nel XX secolo, al tempo di Pétain e dell'emendamento Mirguet (1960), "diventò sempre più oppressiva".
Foucault, Hocquenghem e Danet denunciano l'intensificazione del fenomeno di psichiatrizzazione della società e l'introduzione di un controllo sociale sulla sessualità. Foucault aveva già espresso questa analisi utilizzando la definizione di “dispositivo della sessualità” nella sua opera La volontà di sapere. Storia della sessualità I (1976). Foucault afferma che "tutta la legislazione sulla sessualità, così come è stata organizzata a partire dal XIX secolo in Francia, non è che un insieme di leggi sul pudore.”, concetto che appare impossibile da definire e che diventa, quindi, un docile strumento, utilizzato ai fini di numerose strategie nazionali. Foucault sottolinea che:
"Ciò che si sta delineando – ed è per questo che mi sembra effettivamente importante parlare del problema dei bambini – è un nuovo sistema penale, un nuovo sistema legislativo che si attribuirà la funzione non tanto di punire ciò che si configura come un’infrazione alle leggi generali del pudore, ma di proteggere popolazioni o parti di popolazione considerate particolarmente vulnerabili" (è il caso dei bambini). "Da un lato, c’è un’infanzia che per sua natura è in pericolo, e che pertanto deve essere protetta da ogni possibile pericolo prima ancora di qualsiasi atto o di qualsiasi attacco possibile. E poi, dall’altra parte, ci saranno degli individui pericolosi, e questi evidentemente dovranno essere gli adulti in generale".
Danet afferma che "ciò che va a dispiegarsi con l’intervento degli psichiatri in tribunale è una manipolazione del consenso delle sedicenti vittime, una manipolazione del consenso dei bambini, delle loro parole.". 
Citando, fra le altre cose, l'esempio del movimento di protesta sorto in Germania alla fine del XIX secolo, contro l'articolo 175 del Codice penale tedesco che criminalizzava qualsiasi atto omosessuale, Jean Danet osserva che gli psichiatri si aspettavano una cosa sola dall'abolizione di questa legge, e cioè "occuparsi loro stessi dei pervertiti, poterli curare con tutto il sapere che ritenevano di aver acquisito dal 1860 circa." (Danet cita quindi Morel e il suo Trattato sulla degenerazione morale, pubblicato nel 1857).

## Principali idee del testo

### 1. La fabbricazione di un crimine
Foucault osserva che laddove la legge originariamente condannava l'infrazione, l'atto di infrangere la legge, entriamo adesso in una società disciplinare, che condanna il criminale in se stesso – definito "delinquente" o "pervertito" – e al posto di punire l'atto, criminalizza un individuo o una categoria di persone.
Hocquenghem sostiene che un intero insieme di nozioni – dalle interdizioni religiose sulla sodomia, alla separazione fra il mondo dell'infanzia e quello degli adulti – sia responsabile dell'invenzione del crimine contro la moralità.
Egli osserva che ciò è stato possibile grazie all'invenzione di una categoria di persone considerate come dei "pervertiti", dei "mostri legali", il cui scopo nella vita è di avere rapporti sessuali con i bambini. Essi divengono allora forzatamente degli intollerabili pervertiti, in quanto il delitto di cui sono accusati è intensificato da un intero arsenale psicologico e sociologico.
Il giornalista Pierre Hahn – che conduceva il dibattito – rammenta che quest'idea riporta al concetto di "criminale nato", presente nella controversa opera del criminologo italiano Cesare Lombroso: "In effetti, questa idea che la legislazione, l’apparato giudiziario, il sistema penale, la stessa medicina debbano occuparsi essenzialmente dei pericoli, degli individui pericolosi piuttosto che degli atti, risale a Lombroso, e quindi non è affatto sorprendente ritrovare ad oggi la tematica lombrosiana", dichiara.
Hocquenghem considera l'elaborazione di questo nuovo tipo di criminale – "un individuo perverso a tal punto da fare qualcosa che fino ad allora s’era sempre fatto senza che nessuno avesse ritenuto opportuno ficcarci il naso", come "qualcosa di estremamente grave dal punto di vista politico":
"Nel caso dell’attentat sans violence, quando non si riesce a trovare proprio nulla, niente di niente, zero, in quel caso il criminale è semplicemente un criminale perché è un criminale, perché ha quei gusti. Quello che tradizionalmente potremmo chiamare un reato d’opinione. [...] Il crimine svanisce, a nessuno importa più sapere se c’è stato effettivamente o no il crimine, se ci sia stata o meno una parte lesa. A nessuno importa nemmeno sapere se ci sia stata una vittima. Il crimine si nutre completamente di se stesso attraverso la caccia all’uomo, l’identificazione, l’isolamento della categoria di individui considerati come pedofili.". Hocquenghem conclude dicendo che il delitto si nutre di sé stesso, in una caccia all'uomo di identificazione e isolamento di una categoria di individui considerati pedofili e con l'appello al linciaggio lanciato dalla stampa scandalistica.
Jean Danet aggiunge che questo delitto senza violenza può essere utilizzato dallo stato per ragioni politiche contro gli individui "scomodi": "ci si può chiedere se non assisteremo al ricorso a leggi di diritto comune: ad esempio istigazione di minori alla dissolutezza, esercitata contro gli assistenti sociali e gli educatori. [...] Nel 1976, a Nantes, si è svolto un processo contro un insegnante accusato di istigazione di minore alla dissolutezza per aver fornito contraccettivi ai ragazzi e alle ragazze che gli erano stati affidati. Così, il diritto comune verrebbe usato in questi casi per reprimere gli educatori, gli assistenti sociali che non svolgevano il loro lavoro di controllo sociale come desiderato dalle rispettive gerarchie".
Danet prevede che, una volta approvata la riforma, una nuova forma di controllo sociale sostituirà quella legale. "Allo stato attuale, se per un po’ di tempo abbiamo potuto credere per che leggi stessero facendo marcia indietro, non era tanto perché credessimo che il periodo fosse liberale, ma perché sapevamo che sarebbero stati messi in atto controlli più sottili sulla sessualità. E che forse l’apparente libertà che camuffava questi controlli sociali più flessibili, più diffusi, avrebbe implicato una messa fuori gioco del campo giuridico e penale.".

### 2. Una società di pericoli
Foucault vede l'emergere di un nuovo sistema penale, in cui gli sforzi convergono nell'identificazione degli individui pericolosi e non più nel riconoscimento degli atti criminosi. Egli prevede l'avvento di una società dei pericoli:
"Avremo a che fare con una società di pericoli con, da un lato, coloro che sono esposti al pericolo e, dall’altro, coloro che ne sono portatori, gli individui pericolosi. E la sessualità non sarà più una forma di condotta regolata da una serie di divieti precisi; piuttosto, la sessualità diventerà una specie di pericolo sempre in agguato, una specie di fantasma onnipresente, un fantasma che si aggirerà tra uomini e donne, tra bambini e adulti, ed eventualmente tra gli stessi adulti, ecc... La sessualità diventerà questa minacci in tutte le relazioni sociali, in tutti i rapporti tra individui di età differenti, in tutti i rapporti individuali. È su quest’ombra, su questo fantasma, su questa paura che le autorità cercheranno di fare presa con una legislazione apparentemente generosa e in ogni caso generale; e grazie a tutta una serie di interventi puntuali che saranno quelli, verosimilmente, delle istituzioni giudiziarie appoggiate sulle istituzioni mediche".
E aggiunge:
"Vale a dire che il legislatore non giustificherà le misure proposte dicendo: “bisogna difendere il pudore universale dell’umanità”; dirà piuttosto: “ci sono persone per cui la sessualità altrui può diventare un pericolo permanente”
Foucault prevede l'avvento di un nuovo regime di monitoraggio della sessualità, con l'intervento delle istituzioni legislative e il supporto delle istituzioni mediche. Conclude dichiarando: "Direi che è questo il pericolo”. 

### 3. La creazione di un nuovo potere medico
Foucault insiste su questo cambiamento di ciclo verso l'individuo e la legislazione in balia del sapere medico, dando l'occasione agli psichiatri di intervenire due volte: in primo luogo per determinare se i bambini abbiano realmente una sessualità, e in secondo luogo per stabilire che la sessualità infantile è un territorio con geografia propria, nel quale l'adulto non deve interferire.
Jean Danet aggiunge che alcuni psichiatri ritengono che le relazioni sessuali fra bambini e adulti siano sempre traumatizzanti, che il bambino viene marcato a vita, che diventerà un adulto emotivamente disturbato e se il bambino non si ricorda del fatto è perché il fatto viene trasferito nell'inconscio.
Egli ritiene che l'intervento degli psichiatri in tribunale sia manipolatorio nei confronti del consenso del bambino e delle sue dichiarazioni. Foucault commenta ironicamente la posizione degli specialisti:
"Magari è stato il bambino, con la sua sessualità, a desiderare quell’adulto, forse ha anche acconsentito, forse è stato lui a fare il primo passo. Si ammetterà pure che è stato lui a sedurre l’adulto; ma noialtri, col nostro sapere psicologico, sappiamo perfettamente che anche il bambino seduttore rischia e che in ogni modo subirà un qualche danno e un trauma per aver avuto a che fare con un adulto. Pertanto, bisognerà proteggere il bambino dai suoi stessi desideri, non appena i suoi desideri lo indirizzeranno verso l’adulto. Sarà lo psichiatra a poter dire: “posso prevedere che un trauma di questa o quella portata si verificherà come risultato di questo o quel tipo di rapporti”. Di conseguenza, vediamo, nel nuovo quadro legislativo volto essenzialmente a proteggere alcune frazioni vulnerabili della popolazione, l’istituirsi di un potere medico fondato su una concezione della sessualità, e soprattutto su una concezione dei rapporti tra sessualità infantile e adulta, completamente contestabile.".

### 4. Ambasciator (non) porta pena
Hocquenghem osserva che la petizione francese del 1977 è stata sottoscritta da numerose persone "molta gente non sospettabile di essere particolarmente pedofila, come neppure eccentrica da un punto di vista politico".
Jean Danet sottolinea che, così come gli avvocati che difendono i terroristi (come successe per il caso Croissant), gli avvocati che difendono un individuo accusato di atti osceni con minore vanno incontro a numerosi problemi. Molti di essi, dichiara Danet, evitano di farlo, e preferiscono essere chiamati d'ufficio dal tribunale. Egli dichiara che "chi difende un pedofilo può essere sospettato di una qualche oscura simpatia per quella causa. Anche i giudici pensano in cuor loro: se li difende, dopotutto, è perché lui stesso non è totalmente contrario". Sono citati due esempi, risalenti rispettivamente al XIX secolo e all'inizio del XX secolo: in Francia, una lettera aperta sottoscritta da psicologi, sessuologi e psichiatri chiedeva la depenalizzazione degli atti osceni con minori dai 15 ai 18 anni e in Germania un intero movimento (costituito da omosessuali e esponenti della comunità medica) ha protestato contro una legge che criminalizzava gli atti omosessuali.

### 5. Infanzia e nozione di consenso
Mentre oggi la nozione stessa di consenso prima della pubertà è soggetta a polemiche – e solleva spesso risposte emotive, mentre gli intellettuali tendono a porsi su posizioni difensive – nel 1977-1978 Foucault, Hocquenghem e Danet ammisero apertamente e con naturalezza, l'esistenza di una pedofilia non abusiva.
Foucault e Hocquenghem sono d'accordo nel dire che il consenso è una nozione contrattuale: "questa nozione di consenso è una trappola insidiosa. È certo che la formula giuridica del consenso intersessuale è un nonsenso. Nessuno firma un contratto prima di fare sesso.", dichiara Hocquenghem, "quando in questi casi diciamo che un bambino è “consenziente”, intendiamo dire semplicemente questo: ad ogni modo, non c’è stata violenza, e nemmeno una manipolazione volta a estorcere rapporti affettivi o erotici".
Il giornalista Pierre Hahn chiede per ben due volte se esiste il modo di determinare l'età approssimativa dalla quale l'individuo può essere effettivamente in grado di dare il suo consenso: "L’opinione, compresa quella illuminata come quella dei medici dell’Institut de sexologie, chiede a quale età possa esserci un consenso certo. È un grosso problema. [...] Dunque se lei fosse il legislatore non fisserebbe alcun limite e lascerebbe ai giudici il compito di valutare se ci sia stato o meno ciò che, in termini giuridici, chiameremmo un vizio di consenso, se c’è stata una manipolazione dolosa? È questo ciò che pensa?"; Foucault risponde che "è difficile fissare dei limiti" e che "un limite d’età fissato dalla legge non ha molto senso".
Per quanto riguarda l'aspetto legale, l'avvocato osserva che la violenza è legalmente presunta, anche nel caso in cui l'accusa è quella di atto osceno non violento. Ciò succede perché il legislatore crede che deve essere detto che questo atto non violento [definito crimine] è la traduzione legale repressiva di piacere consenziente. Danet conclude dicendo: "Quando affermiamo che il problema del consenso è assolutamente centrale nella questione della pedofilia, chiaramente non stiamo affermando che il consenso sia sempre presente. Ma – ed è qui che possiamo distinguere l’atteggiamento della giustizia nei confronti dei casi di stupro e di pedofilia – nel caso di stupro, il giudice parte presupponendo il consenso della donna e ciò che richiede che venga dimostrato è la sua assenza. Mentre, quando si tratta di pedofilia, accade il contrario". 
D'altra parte, Danet ammette che esistono casi in cui il consenso non è presente. Egli sottolinea che sono stati molto attenti nel redigere il testo della petizione, al fine di separare la violenza sessuale dagli atti che non comportano violenza:
"Siamo stati molto cauti nel testo della «Lettera aperta». Ci siamo preoccupati di parlare esclusivamente di atti indecenti senza violenza e di incitamento di minore a compiere atti indecenti. Siamo stati estremamente attenti a non affrontare in alcun modo il problema dello stupro, che è una cosa completamente differente.".
Egli osserva che la violenza sessuale provoca la reazione dell'opinione pubblica, scatenando effetti secondari quali la caccia all'uomo, il linciaggio e la mobilitazione morale.

### 6. L'attendibilità dei bambini in tribunale
Sull'attendibilità dei bambini in tribunale, Foucault comincia con l'osservare che, ufficialmente, si crede che i bambini posseggano una sessualità che non può in alcun modo essere rivolta verso un adulto e che inoltre, essi non siano in grado di parlare di loro stessi con sufficiente lucidità. In secondo luogo, egli afferma che, se l'interlocutore agisce con la dovuta comprensione, i discorsi di un bambino risultino affidabili per stabilire la verità dei fatti. Dichiara Foucault:
"In fondo, basterebbe ascoltare un bambino, sentirlo parlare, sentirlo spiegare che tipo di rapporto ha effettivamente avuto con qualcuno – adulto o meno –, per consentire a chiunque, posto che si ascolti con abbastanza comprensione, di stabilire approssimativamente a quale regime di violenza o di consenso sia stato sottoposto. Supporre che dal momento che si tratta di un bambino, questi non possa spiegare cos’è successo; supporre che dal momento che si tratta di un bambino, questi non possa essere consenziente: ecco due abusi intollerabili e che non possono essere accettati".
Hocquenghem osserva che il processo pubblico sottopone il bambino a uno stress. "L’affermazione pubblica del consenso a tali atti è estremamente difficile, come si è visto. Tutti – i giudici, i medici, gli accusati – sanno che il bambino era consenziente, ma nessuno ne parla perché in ogni caso non c’è alcun modo di renderne conto.".
Egli sottolinea l'impossibilità di fornire una descrizione esaustiva in termini di consenso di una relazione fra un adulto e un bambino, rapporto che implica ogni sorta di contatti affettivi che passano diversi stadi (che non rientrano tutti nell'ambito sessuale) e fornirne una descrizione in termini di consenso legale è un'assurdità: 
"In ogni caso, se si ascolta quello che dice il bambino, e se ciò che dice è “lo volevo”, ciò non ha il valore giuridico di un consenso".

### In francese
- La Loi de la pudeur, pubblicato sulla rivista Recherches n° 37, aprile 1979, Fous d'enfance, pp.69–82, ora contenuto in Dits et écrits 1976-1979. Tomo III. Parigi: Gallimard 1994, pp. 766–776.

### In italiano
- La legge del pudore, a cura di Caro Gervasi e Lorenzo Petrachi, con saggi di Antoine Idier, Gert Hekma e dei curatori, Napoli-Salerno: Orthotes, 2023, pp. 160.
- In merito a un processo. Petizione del 26 gennaio 1977 pubblicata su «Le Monde», in La legge del pudore, Napoli-Salerno: Orthotes, 2023, pp. 41-44.
- Lettera aperta alla Commissione di riforma del codice penale per la revisione di alcuni testi che regolano i rapporti tra adulti e minori, in La legge del pudore, Napoli-Salerno: Orthotes, 2023, pp. 45-54.
- Antoine Idier, Al rogo Hocquenghem?, in La legge del pudore, Napoli-Salerno: Orthotes, 2023, pp. 57-90.
- Antoine Idier, Michel Foucault davanti alla Commissione di riforma del Codice penale, in La legge del pudore, Napoli-Salerno: Orthotes, 2023, pp. 91-109.
- Gert Hekma, Considerazioni storiche sull'amore dei giovani, in La legge del pudore, Napoli-Salerno: Orthotes, 2023, pp. 111-115.
- Caro Gervasi e Lorenzo Petrachi, L'infanzia come sistema politico, in La legge del pudore, Napoli-Salerno: Orthotes, 2023, pp. 119-151.

### In inglese
- Sexual Morality and the Law, in Politics, Philosophy, Culture – Interviews and other writings 1977-1984, New York/Londra: Routledge, 1988, pp. 271–285. Traduzione a cura di Alan Sheridan.
- The Danger of Child Sexuality in Foucault live (interviews, 1961-1984). New York: Semiotext(e) 1996, pp. 264–274. Traduzione a cura di Alan Sheridan.
- Rivista Semiotext(e) (New York): Serie interventi d'autore Semiotext(e) 2: pubblicazione Loving Boys / Loving Children (Estate 1980), pp. 40–42, 44. Prima edizione del testo in lingua inglese. Traduzione a cura di Daniel Moshenberg. Intervista senza titolo. Passi tagliati: omessi due interlocutori e la discussione di Foucault con essi (fonte - PDF)
- Linda Alcoff, Dangerous pleasures: Foucault and the politics of pedophilia. Edizioni Susan Hekman. Il testo contiene delle interpretazioni femministe delle tesi di Foucault. Brevemente menzionato in Foucault.info Archive.

### In tedesco
- “The Danger of Child Sexuality”. Egmont Fassbinder (ed.), Klappentexte. Magazin für schwules lesen, schreiben, sehen. Nr. 2/3 (S. XXVII-XXIX). Berlino: Rosa Winkel, 1981. fonte Archiviato il 4 marzo 2016 in Internet Archive..

### In francese
- Bibliobleue - Dossier: âge du consentement, Un débat nécessaire - Sintesi Ampliata di “La Loi de la pudeur” in 16 paragrafi, pubblicata dalla rivista “Espoir” nº 19, agosto-ottobre 1985, pp. 47–49.
- Culture & questions qui fon débats... avec souvent une orientation gay – articolo contenente la trascrizione di un paragrafo di “La Loi de la pudeur” sulla previsione di Foucault riguardante il “pericolo vagante” e lo “spettro onnipresente” e sul nuovo regime di controllo della sessualità. Sono inoltre presenti commenti sulla “fabbricazione di un crimine”.
  - Articolo pubblicato sulla rivista Le Magazine Littéraire n° 435, Marcela Iacub (giurista) and Patrice Maniglier (filosofo), pp. 57–59, ottobre 2004. Pubblicato da Jean-Yves all'interno di Être Dérangé avec Marcela Iacub.

### In inglese
- IPCE Library – The Danger of Child Sexuality – Testo integrale in lingua inglese (riedito con un nuovo titolo).
- University of Minnesota – Dept. of Communications Studies – Sintesi dettagliata, capitolo per capitolo, del saggio “Politics, Philosophy, Culture”. Comprende un riassunto di 9 paragrafi del Capitolo 16 “Sexual Morality and the Law”.
- HitSex Archives Feb 2000 II – Trascrizione integrale della riedizione “The Danger of Child Sexuality”, in formato forum.
- Professor Michael Reiss, ‘On sex play’ (file PDF) – Articolo contenente una breve menzione della riedizione (“The Danger of Child Sexuality”) e la trascrizione del paragrafo riguardante la previsione di Foucault sul “pericolo vagante”.
- Child spanking as sexual abuse – Articolo contenente un breve commento dei testi di Foucault e la trascrizione di piccole parti di essi riguardanti il nuovo sistema penale e il timore della sessualità altrui.

### In spagnolo
- College of Charleston - ?Foucault contra Sade o Foucault con Sade? (file PDF) Archiviato il 10 ottobre 2006 in Internet Archive. – Articolo contenente una breve citazione del testo originale “La Loi de la pudeur”. Comprende una breve sintesi di due paragrafi sulla legge di oltraggio al pudore, sul nuovo sistema penale, il pericolo vagante, il timore della sessualità altrui, la creazione di un nuovo potere medico e la discutibile separazione tra sessualità infantile e adulta.
- Antroposmoderno.com - ?Foucault contra Sade o Foucault con Sade? (HTML) – Stesso testo, in formato HTML.
- http://descargas.cervantesvirtual.com/servlet/SirveObras/57905063656367164754491/015806.pdf?incr=1[collegamento interrotto] – Articolo contenente 2 paragrafi che citano brevemente il testo di Foucault (sulla trasformazione da atti criminali a individui pericolosi messa in atto dalla legge penale)